# Jim Montgomery (ishockeyspelare)
James Peter "Jim" Montgomery, född 30 juni 1969, är en kanadensisk ishockeytränare och före detta professionell ishockeyforward som är tränare för St. Louis Blues i National Hockey League (NHL) sedan den 24 november 2024.

## Spelare
Montgomery tillbringade sex säsonger i NHL, där han spelade för St. Louis Blues, Montreal Canadiens, Philadelphia Flyers, San Jose Sharks och just Dallas Stars. Montgomery producerade 34 poäng (nio mål och 25 assists) samt drog på sig 80 utvisningsminuter på 122 grundspelsmatcher.
Han spelade också för Salavat Julajev Ufa i Ryska superligan; Kölner Haie i Deutsche Eishockey Liga (DEL); Hershey Bears, Philadelphia Phantoms, Kentucky Thoroughblades och Utah Grizzlies i American Hockey League (AHL); Peoria Rivermen och Manitoba Moose i International Hockey League (IHL) samt Maine Black Bears i National Collegiate Athletic Association (NCAA).

### Statistik
| 1988–1989   | Pembroke Lumber Kings   | CJHL        | 50  | 53  | 101 | 154 | 112 | —  | —  | —  | —  | —   |
| 1989–1990   | Maine Black Bears       | NCAA        | 45  | 26  | 34  | 60  | 35  | —  | —  | —  | —  | —   |
| 1990–1991   | Maine Black Bears       | NCAA        | 43  | 24  | 57  | 81  | 44  | —  | —  | —  | —  | —   |
| 1991–1992   | Maine Black Bears       | NCAA        | 37  | 21  | 44  | 65  | 46  | —  | —  | —  | —  | —   |
| 1992–1993   | Maine Black Bears       | NCAA        | 45  | 32  | 63  | 95  | 44  | —  | —  | —  | —  | —   |
| 1993–1994   | St. Louis Blues         | NHL         | 67  | 6   | 14  | 20  | 44  | —  | —  | —  | —  | —   |
|             | Peoria Rivermen         | IHL         | 12  | 7   | 8   | 15  | 10  | —  | —  | —  | —  | —   |
| 1994–1995   | Montreal Canadiens      | NHL         | 5   | 0   | 0   | 0   | 2   | —  | —  | —  | —  | —   |
|             | Philadelphia Flyers     | NHL         | 8   | 1   | 1   | 2   | 6   | 7  | 1  | 0  | 1  | 2   |
|             | Hershey Bears           | AHL         | 16  | 8   | 6   | 14  | 14  | 6  | 3  | 2  | 5  | 25  |
| 1995–1996   | Philadelphia Flyers     | NHL         | 5   | 1   | 2   | 3   | 9   | 1  | 0  | 0  | 0  | 0   |
|             | Hershey Bears           | AHL         | 78  | 34  | 71  | 105 | 95  | 4  | 3  | 2  | 5  | 6   |
| 1996–1997   | Kölner Haie             | DEL         | 50  | 12  | 35  | 47  | 11  | 4  | 0  | 1  | 1  | 6   |
| 1997–1998   | Philadelphia Phantoms   | AHL         | 68  | 19  | 43  | 62  | 75  | 20 | 13 | 16 | 29 | 55  |
| 1998–1999   | Philadelphia Phantoms   | AHL         | 78  | 29  | 58  | 87  | 89  | 16 | 4  | 11 | 15 | 20  |
| 1999–2000   | Philadelphia Phantoms   | AHL         | 13  | 3   | 9   | 12  | 22  | —  | —  | —  | —  | —   |
|             | Manitoba Moose          | IHL         | 67  | 18  | 28  | 46  | 111 | —  | —  | —  | —  | —   |
| 2000–2001   | San Jose Sharks         | NHL         | 28  | 1   | 6   | 7   | 19  | —  | —  | —  | —  | —   |
|             | Kentucky Thoroughblades | AHL         | 55  | 22  | 52  | 74  | 44  | 3  | 1  | 2  | 3  | 5   |
| 2001–2002   | Dallas Stars            | NHL         | 8   | 0   | 2   | 2   | 0   | —  | —  | —  | —  | —   |
|             | Utah Grizzlies          | AHL         | 71  | 28  | 43  | 71  | 90  | 5  | 0  | 1  | 1  | 23  |
| 2002–2003   | Dallas Stars            | NHL         | 1   | 0   | 0   | 0   | 0   | —  | —  | —  | —  | —   |
|             | Utah Grizzlies          | AHL         | 72  | 22  | 46  | 68  | 109 | 2  | 0  | 0  | 0  | 2   |
| 2003–2004   | Salavat Julajev Ufa     | RSL         | 20  | 0   | 7   | 7   | 10  | —  | —  | —  | —  | —   |
| 2004–2005   | Missouri River Otters   | UHL         | 42  | 20  | 27  | 47  | 64  | 3  | 0  | 0  | 0  | 0   |
| NHL totalt  | NHL totalt              | NHL totalt  | 122 | 9   | 25  | 34  | 80  | 8  | 1  | 0  | 1  | 2   |
| AHL totalt  | AHL totalt              | AHL totalt  | 451 | 165 | 328 | 493 | 538 | 56 | 24 | 34 | 58 | 136 |
| IHL totalt  | IHL totalt              | IHL totalt  | 79  | 25  | 36  | 61  | 121 | —  | —  | —  | —  | —   |
| NCAA totalt | NCAA totalt             | NCAA totalt | 170 | 103 | 198 | 301 | 165 | —  | —  | —  | —  | —   |

## Tränare
Efter spelarkarriären har han varit involverad i tränarstaber för ishockeylag inom amerikansk juniorishockey mellan 2005 och 2018, för Notre Dame Fighting Irish (NCAA), RPI Engineers (NCAA), Dubuque Fighting Saints (USHL) och Denver Pioneers (NCAA). Den 4 maj 2018 blev han utsedd som tränare för Dallas Stars i NHL men fick sparken den 9 december 2022. Den 1 juli 2022 utnämndes Montgomery till ny tränare för Boston Bruins. Han blev årets tränare i NHL när han fick motta Jack Adams Award för säsongen 2022–2023. Den 19 november 2024 fick Montgomery sparken av Bruins men redan fem dagar senare utnämndes han till ny tränare för St. Louis Blues.

### Statistik
Källa: 
| Lag             | Säsong    | Grundserie | Grundserie | Grundserie | Grundserie         | Grundserie | Grundserie     | Slutspel                   |  |
| Lag             | Säsong    | Matcher    | Vinster    | Förluster  | Övertids förluster | Poäng      | Placering      | Resultat                   |  |
| --------------- | --------- | ---------- | ---------- | ---------- | ------------------ | ---------- | -------------- | -------------------------- |  |
| Dallas Stars    | 2018–2019 | 82         | 43         | 32         | 7                  | 93         | 4:a i Central  | Förlorade i andra rundan.  |  |
| Dallas Stars    | 2019–2020 | 32         | 17         | 11         | 3                  | 37         | 3:a i Central  | Sparkad.                   |  |
| Boston Bruins   | 2022–2023 | 82         | 65         | 12         | 5                  | 135        | 1:a i Atlantic | Förlorade i första rundan. |  |
| Boston Bruins   | 2023–2024 | 82         | 47         | 20         | 15                 | 109        | 2:a i Atlantic | Förlorade i andra rundan.  |  |
| Boston Bruins   | 2024–2025 | 20         | 8          | 9          | 3                  | 19         | 4:a i Atlantic | Sparkad.                   |  |
| St. Louis Blues | 2024–2025 |            |            |            |                    |            | ?:a i Central  | Säsong pågår.              |  |
| Totalt          | Totalt    | 298        | 180        | 184        | 33                 | 393        |                |                            |  |